# المتحف اليهودي (ساو باولو)
المتحف اليهودي ساو باولو (بالبرتغالية: Museu Judaico de São Paulo) هو متحف يهودي في ساو باولو البرازيل. المتحف تم إنشأوه وبناؤه عام 1932 ككنيس يهودي، تم تجديده عام 2021.
تم إدراجه من قبل المجلس البلدي للحفاظ على التراث التاريخي والثقافي والبيئي لمدينة ساو باولو في 13 سبتمبر 2013، عندما كانت أعمال الترميم جارية بالفعل لتحويل الكنيس إلى متحف. تمت الموافقة بالفعل على الأعمال من قبل دائرة التراث التاريخي وإدارة البلدية للتنمية الحضرية. يتصور مشروع التجديد يشمل واجهة زجاجية جديدة عند المدخل الجانبي للمبنى، وهي طريقة لتوحيد الحداثة والخطوط الكلاسيكية للكنيس.
تم إنشاء المتحف بهدف استئناف استخدام معبد بيت إيل، وتوسيع وظيفته الثقافية والحفاظ على وظيفته الدينية. تحتوي المجموعة على ما يقرب من 2000 عنصر مفهرس، بما في ذلك الأشياء والوثائق التي تحكي تاريخ اليهود في البرازيل، مع التركيز على اندماج الثقافتين اليهودية والبرازيلية. والقصد من ذلك هو صنع مساحة تعزز بشكل تعليمي إنقاذ وحفظ ونشر التراث الذي بناه الجالية اليهودية في البرازيل.